# Nordheim vor der Rhön
Pour les articles homonymes, voir Nordheim.
Nordheim vor der Rhön est une commune de Bavière (Allemagne), située dans l'arrondissement de Rhön-Grabfeld, dans le district de Basse-Franconie.